# Hidenori Isa

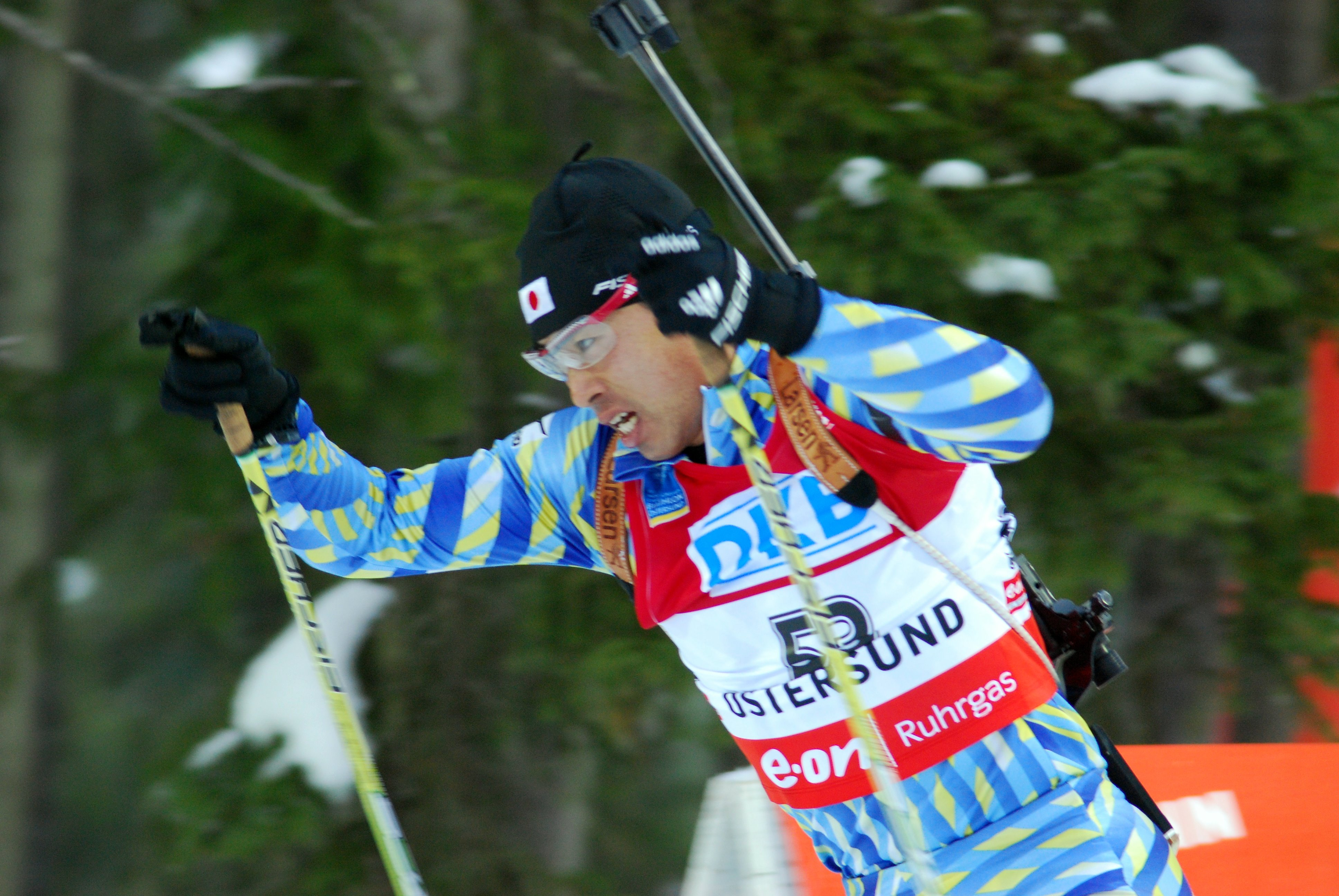
Hidenori Isa während der Weltmeisterschaften 2008 in Östersund.

Hidenori Isa (jap. 井佐 英徳, Isa Hidenori; * 30. Juli 1976 in Ojiya) ist ein ehemaliger japanischer Biathlet.
Hidenori Isa betreibt seit 1988 Biathlon. Er startet wie in Japan bei Biathleten üblich für die „Winterkampfausbildungseinheit“ der Bodenselbstverteidigungsstreitkräfte. Der verheiratete Sportsoldat hat einen Sohn.
Isa gab sein Debüt im Biathlon-Weltcup 2000 bei einem Einzel (62.) in Hochfilzen. Schon in seiner ersten Saison startete er auch erstmals bei Biathlon-Weltmeisterschaften. In Pokljuka waren seine besten Platzierungen ein elfter Platz mit der Staffel und ein 37. Platz im Sprint. In den nächsten Jahren startete er bei allen internationalen Großereignissen. Bester Platz bei einer WM sollte ein 25. Platz in der Verfolgung von Hochfilzen 2005 werden.
Erste Weltcuppunkte sammelte er Isa 2002 als Sprint-16. in Oberhof. Die Saison 2001/02 wurde somit seine Beste, im Gesamtweltcup lag er am Ende der Saison auf Rang 46. Höhepunkt sollten die Olympischen Winterspiele des Jahres in Salt Lake City werden, doch schaffte Isa hier keine guten Platzierungen. In der folgenden Saison schaffte er es nicht einen Weltcuppunkt zu erlaufen. Doch seit 2003/04 konnte er bis 2006/07 in jeder Saison Weltcuppunkte erreichen. 2006 startete Isa erneut bei Olympischen Spielen. Bestes Ergebnis bei den Spielen von Turin waren ein 37. Platz in der Verfolgung und ein Zwölfter Platz mit der Staffel. In der Saison 2009/2010 erreichte Hidenori Isa im Sprint in Pokljuka mit Rang 10 erstmals die Top Ten im Weltcup. Er nahm an den Olympischen Winterspielen 2010 teil. Isas bestes Resultat war der 68. Platz im Sprint.

## Biathlon-Weltcup-Platzierungen
Die Tabelle zeigt alle Platzierungen (je nach Austragungsjahr einschließlich Olympische Spiele und Weltmeisterschaften).
- 1.–3. Platz: Anzahl der Podiumsplatzierungen
- Top 10: Anzahl der Platzierungen unter den ersten zehn (einschließlich Podium)
- Punkteränge: Anzahl der Platzierungen innerhalb der Punkteränge (einschließlich Podium und Top 10)
- Starts: Anzahl gelaufener Rennen in der jeweiligen Disziplin
- Staffel: inklusive Mixed- und Single-Mixed-Staffeln

| Platzierung                      | Einzel | Sprint | Verfolgung | Massenstart | Staffel | Gesamt |
| -------------------------------- | ------ | ------ | ---------- | ----------- | ------- | ------ |
| 1. Platz                         |        |        |            |             |         |        |
| 2. Platz                         |        |        |            |             |         |        |
| 3. Platz                         |        |        |            |             |         |        |
| Top 10                           |        | 1      |            |             | 3       | 4      |
| Punkteränge                      | 6      | 17     | 6          |             | 48      | 77     |
| Starts                           | 32     | 78     | 41         |             | 48      | 199    |
| Stand: nach der Saison 2010/2011 |        |        |            |             |         |        |